# 楓川

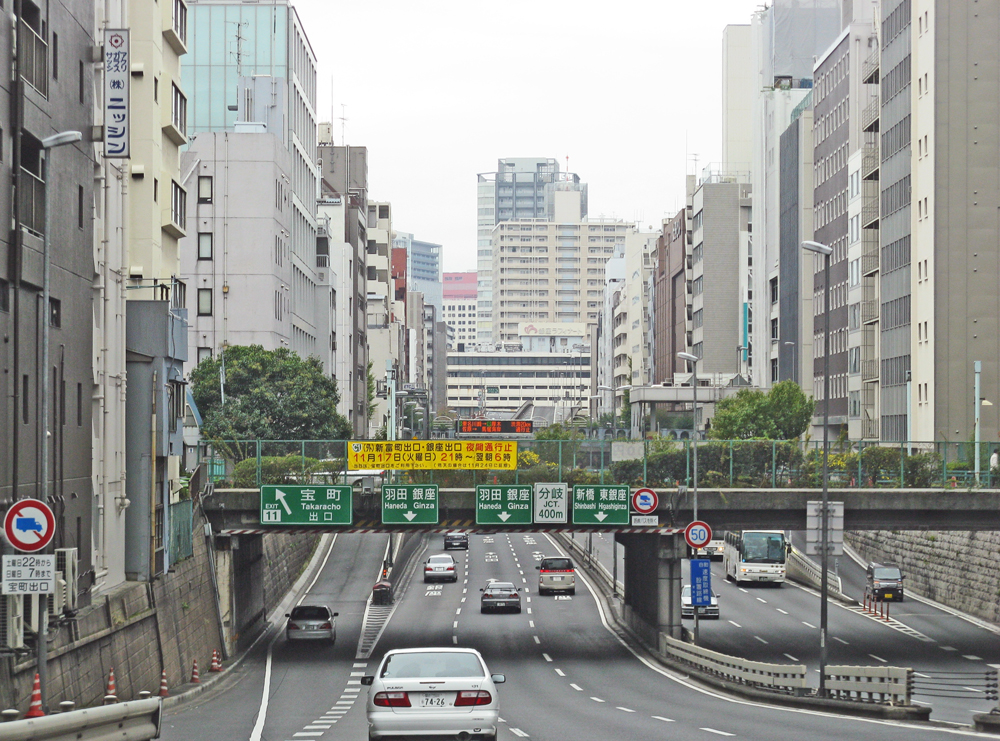
楓川新場橋公園付近の首都高速都心環状線。かつての楓川の川底である。

楓川（かえでがわ）は、東京都中央区にかつて存在した川（運河）である。日本橋川の兜町付近（現在の江戸橋ジャンクション付近）から南へ分流し京橋川・桜川合流地点（現在の京橋ジャンクション付近）に至る約1.2km の河川であった。第二次世界大戦後の1960年代に埋め立て（干拓）が行われ、旧河道を首都高速都心環状線が通る。

## 歴史

### 江戸時代

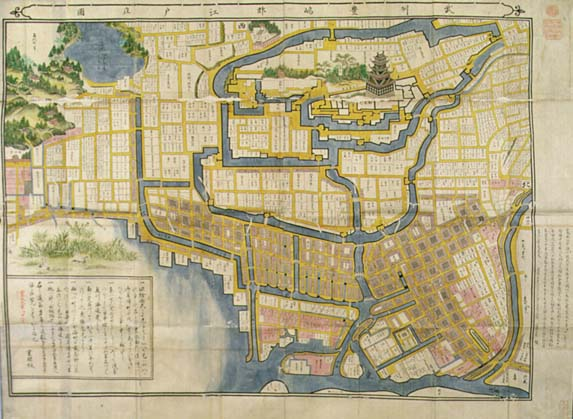
17世紀中期の江戸を描いた寛永江戸図（西が上）。中央下部に紅葉川などの入堀や楓川が描かれている。

慶長末年に江戸の建設が進められるまで、楓川のある場所は江戸前島の東海岸であった。第二次天下普請の際に、江戸前島東方の水面が埋め立てられた（現在の八丁堀・新川地区。以後、八丁堀埋立地とする）が、江戸前島と八丁堀埋立地に水路が埋め残された。この水路は慶長17年（1612年）に運河として整備され、のちに楓川と呼ばれることになる。
なお同時期に、建設資材運搬のために江戸前島東岸（あるいは楓川）から、江戸前島の尾根筋西側に開削された江戸城外濠に向かって9本の舟入堀が掘られた。これらの舟入堀は、築城が完了して役割を終えると、元禄3年（1690年）までには中央にあった1本（のちに紅葉川と呼ばれる）を残して埋め立てられた。
慶長11年（1606年）、楓川の西岸（江戸前島側）に江戸城の建築資材を扱う材木問屋が移された。楓川西岸北部一帯（現在の日本橋一丁目から京橋三丁目にかけて）は「本材木町」と呼ばれ、その河岸は「本材木河岸」と呼ばれた。この町の材木問屋には、行刑用材木の上納が義務付けられるとともに、長い木材を建て置くことが許可されていた。延宝2年（1674年）には、本材木町二丁目と三丁目の間に魚市場の設立が許可され、「新肴場」（「新場」）と呼ばれた。
楓川の東岸（八丁堀埋立地側）には、江戸時代初期には綾部藩九鬼家上屋敷のほか、向井将監（向井忠勝）、向井右衛門、間宮虎之助、大浜民部、小笠原安芸、松平中務（蒲生忠知）、島田弾正（島田利正）などの諸家の屋敷が立ち並んだ（『江戸雀』の記述による）。これら諸家は幕府御船手を担っており、江戸湊を出入りする船舶の監視にあたったほか、八丁堀埋立地に移された寺院の取り締まりなどにもあたった。のちに、武家地の間に坂本町・三代町・松屋町などの町人地が起立し、その河岸が「楓河岸」などと呼ばれた。

### 近代

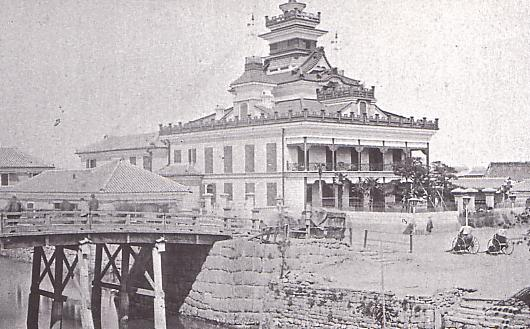
明治初年、兜町にあった第一国立銀行本店（初代社屋）。左下に木造橋時代の海運橋。

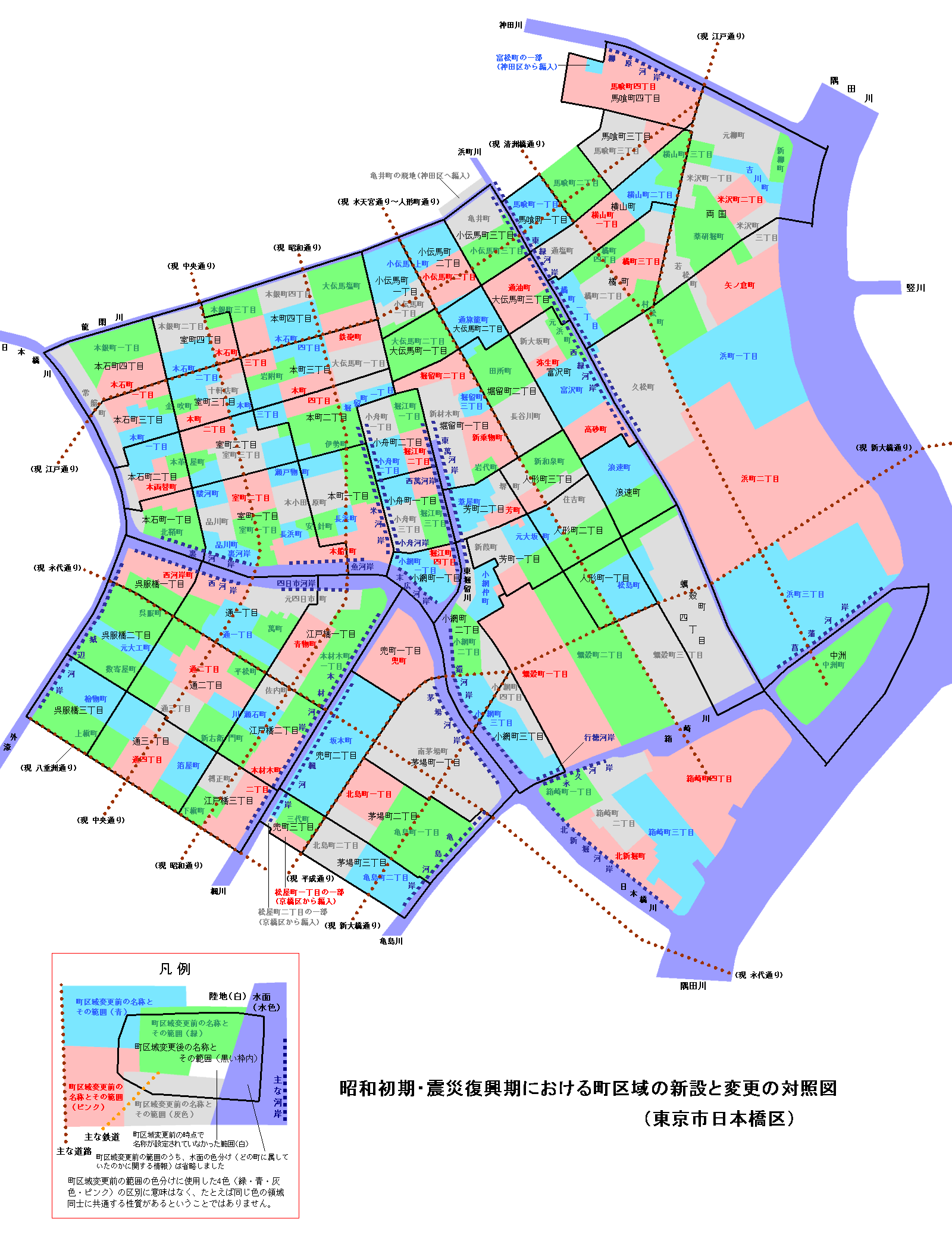
昭和初期の日本橋区の町名再編を主題とする地図。楓川の流路の一部（北半部）が記されている。

1884年（明治7年）の『東京府志料』には、日本橋川筋から京橋川筋に至る「海運橋川筋」として記載される。押送船29隻、伝馬船6隻など、「舟筏」が合わせて77隻あったとされ、舟運の盛んであったことが知られる。1883年（明治16年）にはそれまで通称であった「楓川」が正式な河川名称となった。
1921年（大正10年）の河川航通調査では、楓川は日本橋川と京橋の連絡路として、依然重要な役割を担っていたことがうかがえる。関東大震災後には、復興事業として運河の改修・開削が行われたが、この際に楓川は幅員33m・深度1.8mに整備され、また「楓川・築地川連絡運河」が開削されたことで、楓川・京橋川・桜川と築地川の舟運が便利なものとなった。

### 第二次世界大戦後
第二次世界大戦後のモータリゼーションの進行に伴い、水路は次第に重要視されなくなった。1960年（昭和35年）5月、楓川と築地川の埋立免許が下り、高速道路が建設されることとなった。1962年（昭和37年）に首都高速都心環状線汐留・日本橋本町間が供用を開始した。
楓川は干拓した上で川底に道路が建設されたため、かつて川にかかっていた橋にはそのまま跨道橋となったもの（新場橋、久安橋、宝橋、松幡橋、弾正橋）もある。

## 名称
「楓川」の名は、紅葉川と交差することからの呼称であるとされる。
俗称としては「海運橋川」や「材木町川」とも呼ばれた。

### 読み方
「楓川」の読み方については、「かえでがわ」と「もみじがわ」が混在している。「紅葉」と「楓」が縁語であること、紅葉川が江戸城紅葉山と結びつく重みのある名であること、本来の紅葉川が重要度を失いつつ江戸時代後期には埋め立てられ消滅する一方で、楓川が重要な水路として残ったことが混用の原因という推測は可能である。
中央区が管理する旧楓川沿いの公園や区営住宅が「かえでがわ」と読まれる一方、中央区教育委員会が設置した看板では「楓川」に「もみじがわ」と振り仮名が振られ、中央区観光検定公式テキストでも「もみじがわ」の読みを採用している。かつての楓川に並行する、昭和通りと都心環状線の間の街路（日本橋郵便局裏から久安橋まで）には、2003年に中央区によって「江戸・もみじ通り」の愛称が定められている。
1908年に楓河岸付近の坂本町（現在の日本橋兜町）に設立された「東京市日本橋区楓川専修女学校」は、その後数度の校名変更を経て、1946年に「東京都立紅葉川高等女学校」と改称している（翌年に東京都立紅葉川高等学校となり、現在は江戸川区に移転している）。

## 楓川に架かる橋

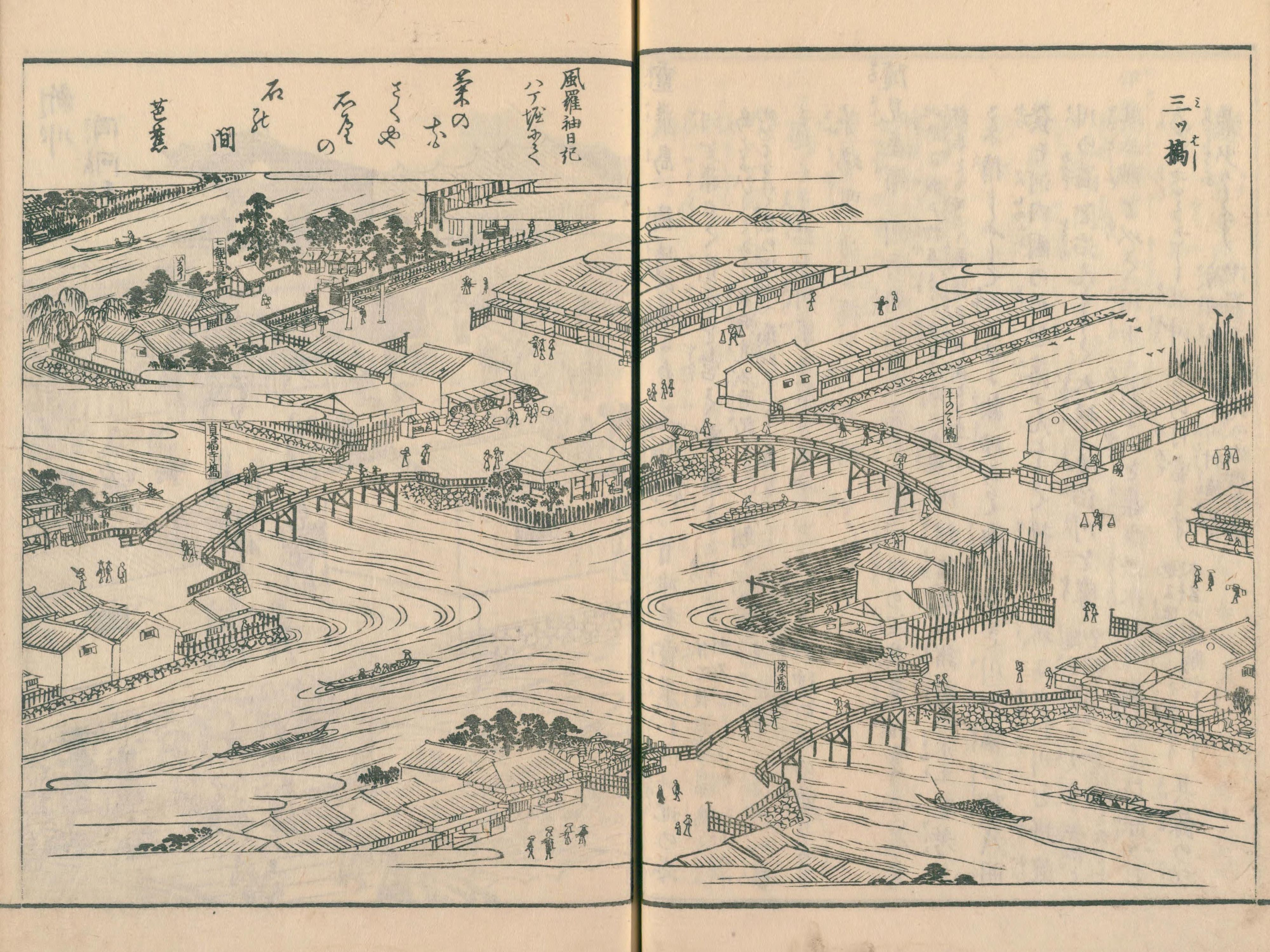
『江戸名所図会』に描かれた「三ツ橋」。右下が弾正橋。

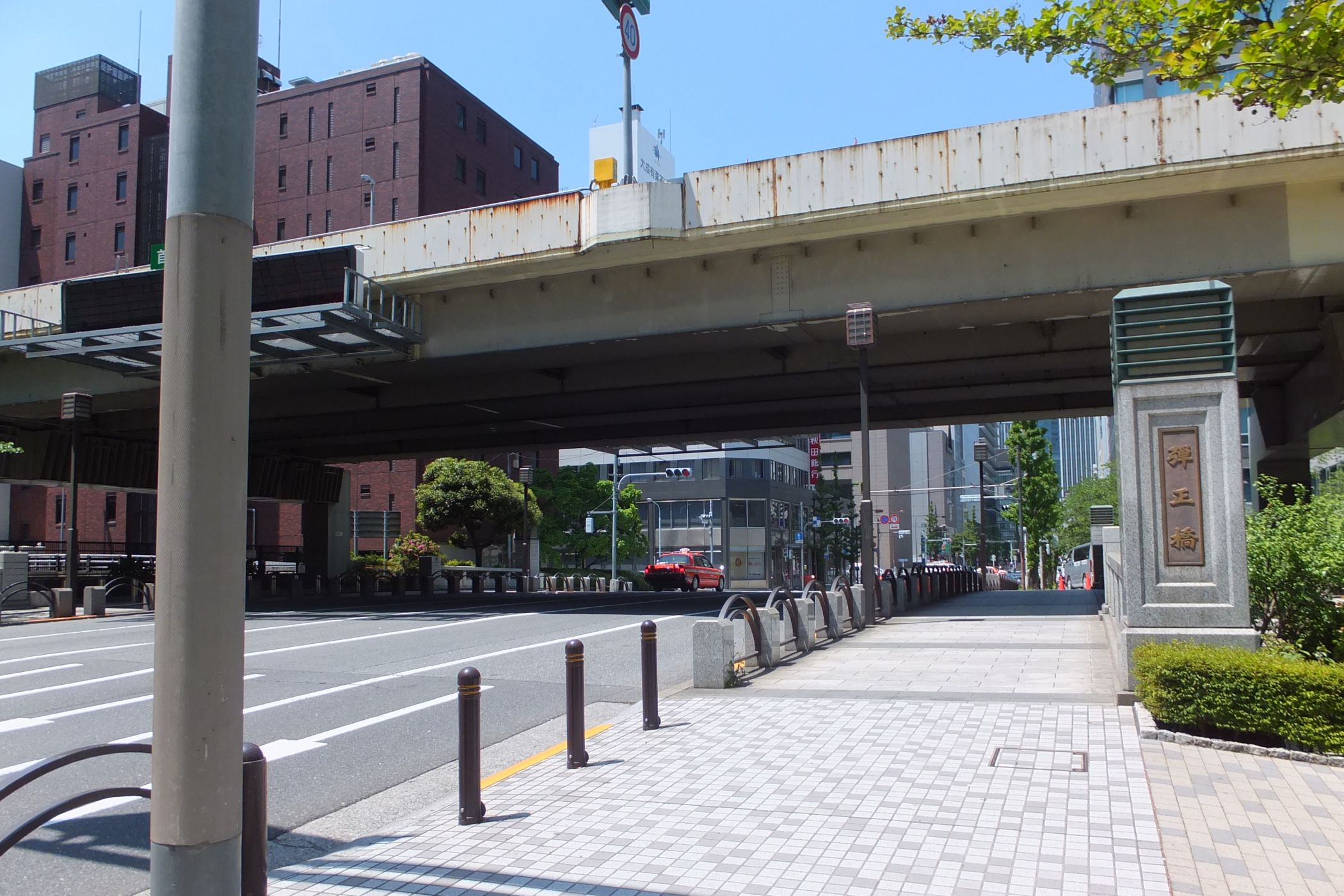
弾正橋

日本橋川側（北側）から
- 兜橋（北緯35度41分0.5秒 東経139度46分41.6秒 / 北緯35.683472度 東経139.778222度）

1885年（明治18年）架橋。橋の名は東岸の兜町と同様、兜神社境内の「兜塚」による。関東大震災復興事業に伴い架け替えが行われ1926年（大正15年）竣工。第二次世界大戦後の楓川埋め立てにともない撤去。
- 海運橋（北緯35度40分55.9秒 東経139度46分38.6秒 / 北緯35.682194度 東経139.777389度）

寛永江戸図に「たか橋」とあり、江戸初期に架橋された橋である、後に「海賊橋」「将監橋」と称されたが、これは東詰に江戸幕府船手頭の向井忠勝（向井将監）屋敷が存在したことによる。明治元年（1868年）に「海運橋」と改称。近代に入って1875年（明治8年）・1927年（昭和2年）に架け替えが行われる。第二次世界大戦後の楓川埋め立てにより撤去されたが、親柱二基が残る。
- 千代田橋（北緯35度40分52.6秒 東経139度46分36.5秒 / 北緯35.681278度 東経139.776806度）

1910年（明治43年）架橋。震災復興事業に伴い（永代通りの拡幅）架け替えが行われ、1926年（大正15年）竣工。石造の親柱などが残る。
- 新場橋（北緯35度40分46秒 東経139度46分33秒 / 北緯35.67944度 東経139.77583度）

17世紀の創架。延宝2年（1674年）、橋の西詰に日本橋魚河岸に続く第二の魚河岸として新肴場（新肴場河岸）が設置され、新場と略された。近代以後は1875年（明治8年）・1930年（昭和5年）に架け替えが行われる。
現代は高速道路を跨ぐ橋となっており、橋上に楓川新場橋公園（132.23m2）が整備されている。
- 久安橋（北緯35度40分40.7秒 東経139度46分29.6秒 / 北緯35.677972度 東経139.774889度）

17世紀の創架。『寛永江戸図』には「下野橋」とあり、橋の東側にあった「下野守」屋敷との関連で架けられたものと考えられる。三重県桑名市の郷土史家・西村健二は、この「下野守」を蒲生忠郷（松平下野守）と推定し、その中屋敷であったとする。蒲生家の中屋敷は忠郷から弟の忠知（伊予松山藩主）に継承され、蒲生家の改易後に桑名藩松平越中守（松平定綱）の屋敷となった。これにより、「越中（殿）橋」と呼ばれた。明治元年（1868年）「久安橋」と改称。この名については以下のような諸説がある。
- 単に美称をつけたとする説
- 古く御坊主久安の屋敷があったことに因むとする説
- 「久」の字が、松平越中守の本姓が「久松」（久松松平氏）であったことに関連するとする説

現代は高速道路を跨ぐ橋となっており、橋上に楓川久安橋公園（1,530.45m2）が整備されている。
- 宝橋（北緯35度40分35.6秒 東経139度46分26.4秒 / 北緯35.676556度 東経139.774000度）

震災復興事業の楓川改修と道路建設にともない1929年（昭和4年）竣工。
現代は高速道路を跨ぐ橋となっており、橋上に楓川宝橋公園（960.56m2）が整備されている。宝橋より南では、上空に東京高速道路への接続路が架かっている。
- 松幡橋（北緯35度40分31.6秒 東経139度46分23.7秒 / 北緯35.675444度 東経139.773250度）

明暦の大火後の架橋。この橋の西方に松屋町、東方に因幡町があったことから一字ずつをとったとされる。江戸時代には松屋橋とも呼ばれた。近代以後は1930年（昭和5年）に架け替え竣工。
現代も高速道路を跨ぐ橋として残る。
- 弾正橋（北緯35度40分29.6秒 東経139度46分22.4秒 / 北緯35.674889度 東経139.772889度）

江戸初期、東詰に島田利正（島田弾正）屋敷があったことから名づけられたとされる。『江戸雀』などでは「戸越橋」とも記される。京橋川の白魚橋（北緯35度40分26.5秒 東経139度46分18.6秒 / 北緯35.674028度 東経139.771833度）、三十間堀川の真福寺橋（北緯35度40分24.5秒 東経139度46分19.3秒 / 北緯35.673472度 東経139.772028度）と併せて「三ツ橋」と呼ばれた。
1879年（明治11年）に鋳製鉄橋に改架。これは日本初の純国産の鉄橋である。1923年（大正2年）、市区改正事業に伴い上流側に「弾正橋」が新たに架橋され、旧橋は「元弾正橋」と改称された。この鉄橋は昭和4年（1929年）に江東区内に移設され、八幡橋と改称されて現存している。
1923年（大正2年）に新設された弾正橋は、関東大震災後の復興事業（鍛冶橋通りの建設）によって1926年（大正15年）に架け替えられた。
現代は高速道路を跨ぐ橋。橋上に楓川弾正橋公園（990.57m2）が整備されている。
なお、弾正橋以南に「楓川」の名を冠した「楓川新富橋公園」があるが、この区間はかつての「楓川・築地川連絡運河」にあたる（築地川参照）。

## 関連河川
- 日本橋川
- 紅葉川 - 現在の八重洲通りにあった水路。江戸時代後期には埋め立てられた。
- 京橋川 - 弾正橋南方で西から接続。現在は東京高速道路が走る。
- 桜川 - 京橋川から続く形の川。弾正橋南方で東から接続。
- 三十間堀川 - 弾正橋南方で南から接続していたが、関東大震災後の復興事業の際に合流点が西（京橋寄り）に移される。
- 築地川 - 関東大震災後の復興事業の際に弾正橋南方から南東方向に「楓川・築地川連絡運河」が開削されて接続。